# Château de Boucard
Pour les articles homonymes, voir Boucard.
Le château de Boucard est situé au Noyer (Cher), en Pays-Fort, région naturelle de l'ancienne province du Berry jouxtant le Sancerrois.

## Historique et architecture
Le château est construit au bord de la Grande Sauldre, en Pays-Fort, aux confins du Sancerrois et de l'ancienne principauté de Boisbelle.

### Le château médiéval
Il tient son nom de la famille de Boucard, originaire de Gascogne, qui devint propriétaire de terres en Haut-Berry, lors du mariage de Jean Ier (ou II) de Boucart avec Anne/Agnès de Blancafort à la fin du XIVe siècle.
Peu après cette installation, l'actuel château est édifié sur l'emplacement d'une ancienne motte féodale (la Motte du Plessis) par leur petit-fils Lancelot de Boucart. De ce château construit dans un style encore majoritairement médiéval, subsistent le gros œuvre du châtelet d'entrée, les murs extérieurs et les tours d'angle du château.

### Le château Renaissance
Le château tel qu'il est aujourd'hui est pour l'essentiel dû à Antoine de Boucard, gentilhomme de la maison de François Ier qui fit édifier le château vers 1520, dans le style de la première Renaissance un logis neuf dans l'angle sud de la cour. Son fils, François de Boucard, fit élever l'aile nord en 1560. Sur la façade est inscrite la devise du château « Victrix patentia fatia » (la patience, victorieuse du destin).
Il passe ensuite par alliances dans la famille de Cugnac puis dans la famille de La Châtre.

### Époque moderne
Louis de La Châtre devint gouverneur de Bapaume en achetant cette charge à Philippe de Montaut-Bénac de Navailles, mais n'ayant pu entièrement en payer le prix, Boucard et Jars passèrent à son créancier, ledit Navailles.
En 1664 et de 1671 à 1674, Louis XIV assigne à résidence à Boucard Philippe de Montaut-Bénac de Navailles. Ce dernier ouvre la cour sur la Sauldre et aménage le premier étage de l'aile nord.

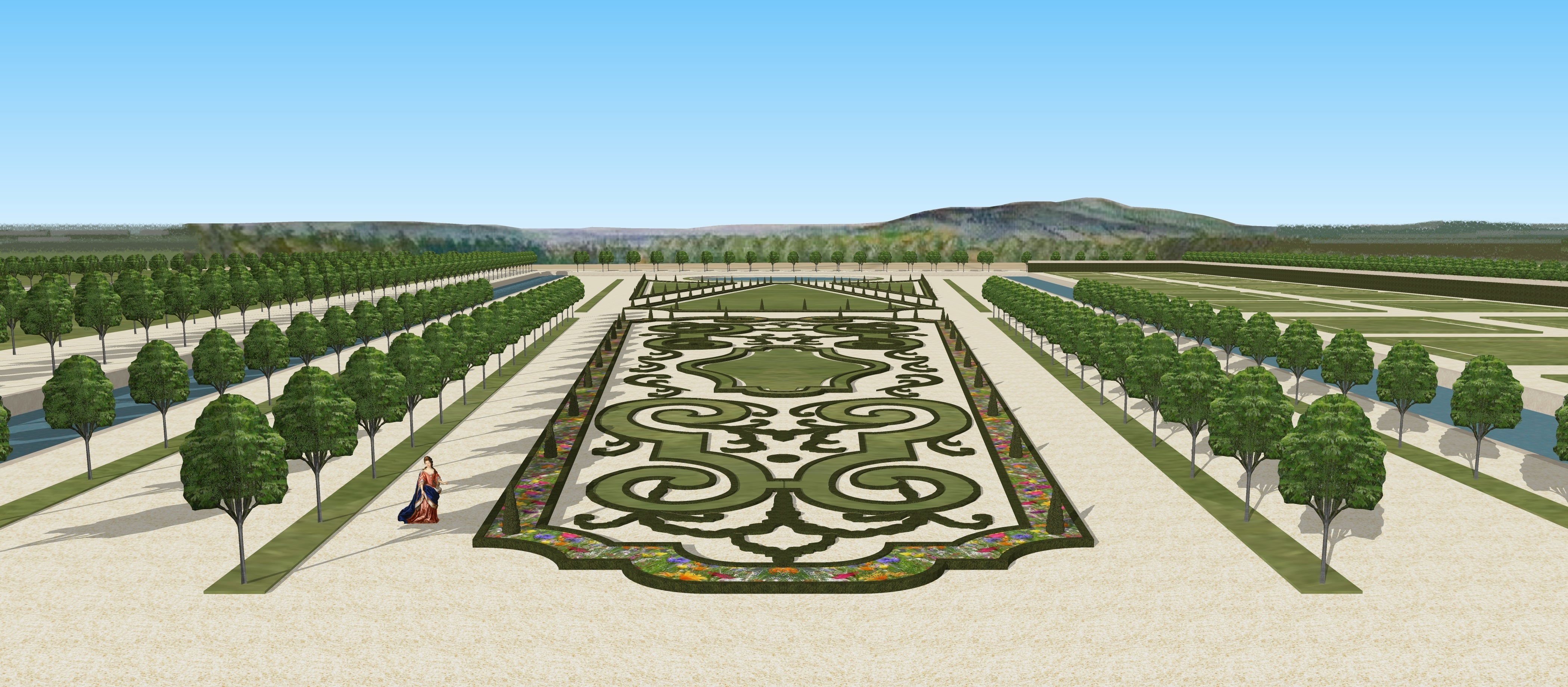
Restitution du parterre du château de Boucard (Cher), première moitié du XVIIIe siècle.

Le plan des jardins fut donné par Dosmont, élève de l'architecte du roi Jean-Michel Chevotet, pour le fermier général et directeur de la Compagnie des Indes Étienne Perrinet de Jars (1675-1762) qui devint propriétaire du château en 1720 (plutôt qu'en 1760 ; Perrinet avaient acquis Boucard des enfants du maréchal de Navailles, avec Nancray et Jars ; à Paris, Etienne Perrinet acheta l'Hôtel de Perrinet en 1746).
Le château restera dans sa famille, qui s'en désintéresse peu à peu, le domaine étant progressivement abandonné dans le courant du XIXe siècle, pour n'être plus qu'un lieu consacré à la chasse.

### Restauration au XXesiècle
Dans les années 1920, Charles-Auguste de Bryas hérite du château. Son épouse, redécouvre le château et les jardins qui menacent de tomber en ruines, et les restaure pour rendre le domaine habitable. La famille y séjournera notamment durant la Seconde Guerre mondiale.
Dans les années 1960, le château revient à Marie-Henriette de Montabert, fille d'Hélène de Brias, qui l'ouvre au public et l'inscrit parmi les étapes de la Route Jacques-Cœur en 1965. À la suite de son décès en 2018 c'est son fils Thibault de Montabert qui hérite du château. 
Le château, ainsi que ses dépendances, les parcs et jardins, les douves, canaux et ponts font l’objet d’un classement au titre des monuments historiques depuis le 10 juillet 1995.

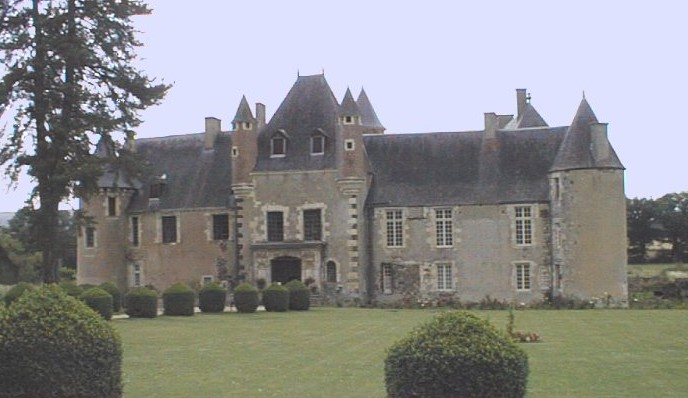
Façade nord du château, vue depuis le parc.
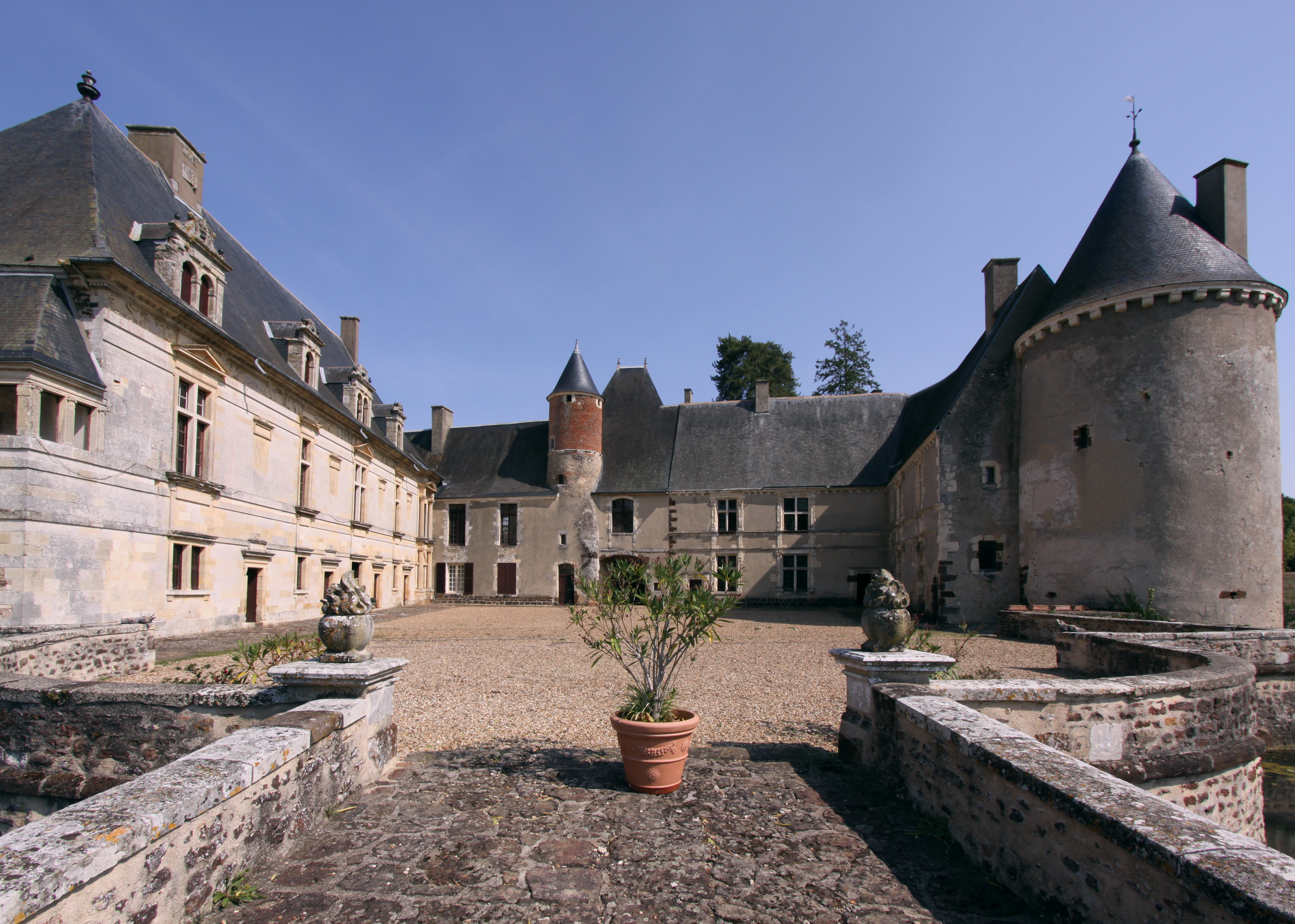
Cour du château.
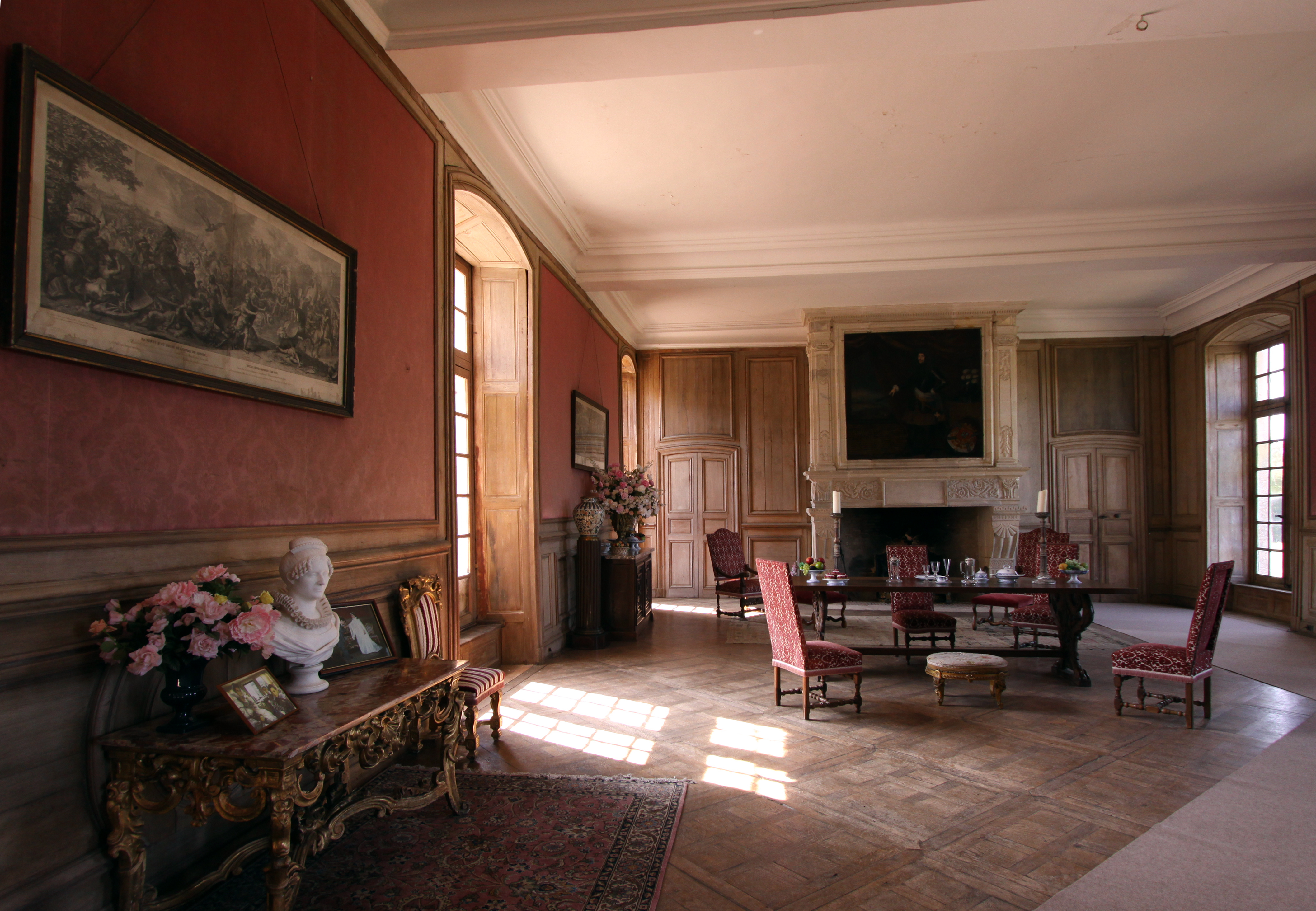
Salle à l'intérieur de l'aile droite du château.